# IC 317
IC 317 ist eine Balken-Spiralgalaxie vom Hubble-Typ SBb im Sternbild Eridanus am Südsternhimmel. Sie ist schätzungsweise 446 Millionen Lichtjahre von der Milchstraße entfernt und hat einen Durchmesser von etwa 120.000 Lichtjahren.

In der gleichen Himmelsregion befindet sich u. a. die Galaxie NGC 1296.
Das Objekt wurde am 2. Januar 1892 vom französischen Astronomen Stéphane Javelle entdeckt.